# 大和田駅 (埼玉県)
大和田駅（おおわだえき）は、埼玉県さいたま市見沼区大和田町二丁目にある、東武鉄道野田線（東武アーバンパークライン）の駅。駅番号はTD 04。

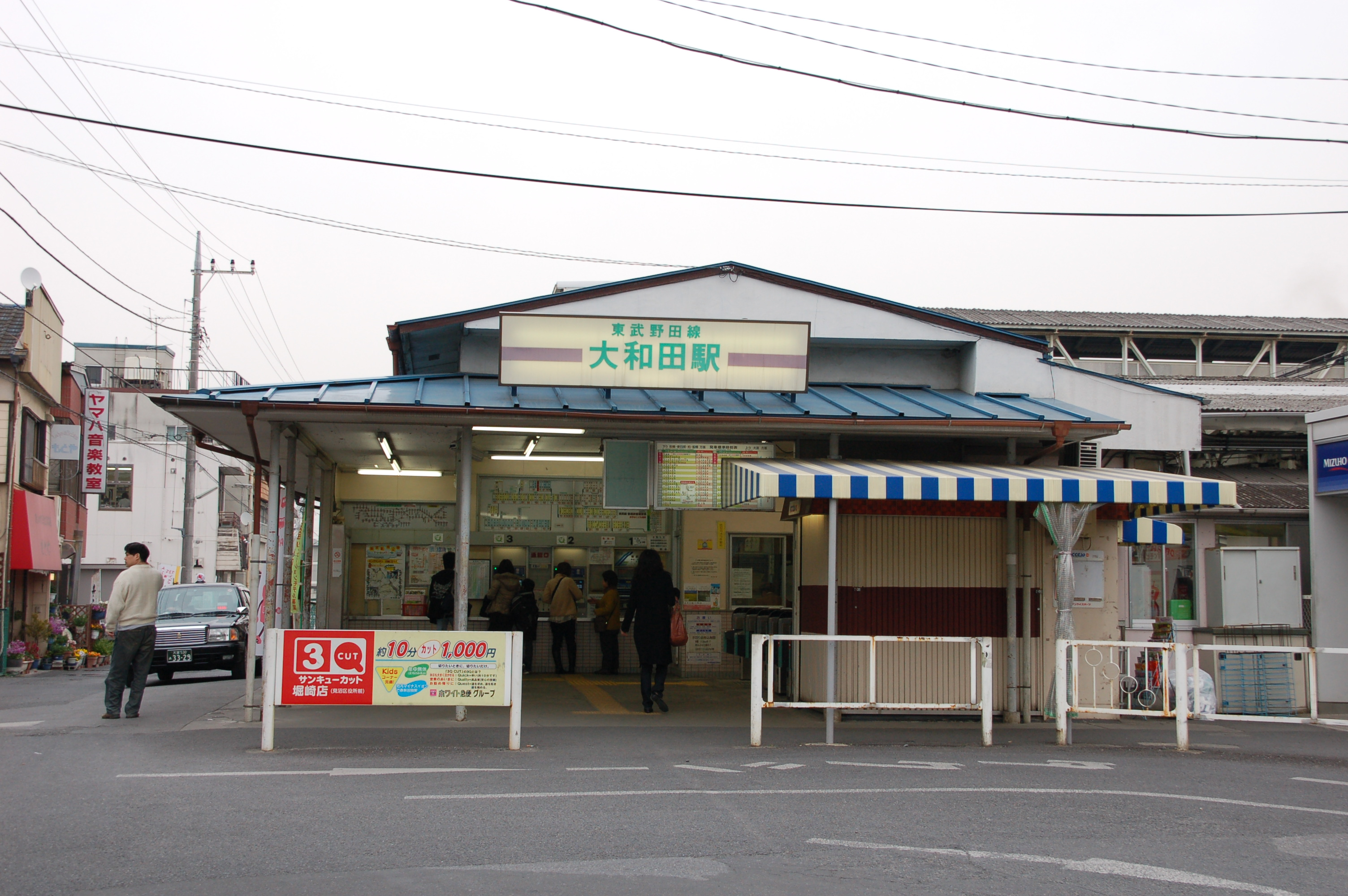
改修前の駅舎（2007年3月）

## 歴史
- 1929年（昭和4年）
  - 11月17日：北総鉄道野田線粕壁駅（現・春日部駅） - 大宮（仮）駅間開通時に開設[1][2]。
  - 11月22日：北総鉄道が総武鉄道へ社名変更[2]。
- 1940年（昭和15年）11月3日：大宮町・三橋村・日進村・宮原村・大砂土村が合併、所在地が大宮市となる。
- 1944年（昭和19年）3月1日： 陸上交通事業調整法に基づき、東武鉄道が総武鉄道を吸収合併したことに伴い、同社野田線の駅となる。
- 1995年（平成7年）：自動改札機導入。
- 2001年（平成13年）5月1日：浦和市・大宮市・与野市が合併、所在地がさいたま市となる。
- 2003年（平成15年）4月1日：さいたま市が政令指定都市に移行し、所在地がさいたま市見沼区となる。
- 2006年（平成18年）3月31日：エレベーター使用開始[注釈 1]。
- 2008年（平成20年）：駅舎及び駅構内改修工事実施。同時に出入口にある駅名看板が、ローマ字併記タイプに交換された。[要出典]
- 2009年（平成21年）
  - 3月10日：発車メロディ導入、東岩槻駅 - 春日部駅間と同日に運用開始。[要出典]
  - 12月1日：駅業務を東武ステーションサービスへ委託。
- 2010年（平成22年）：駅構内案内板をピクトグラムを用いたデザインに一新。ホームにあった吊下式駅名標と路線図は撤去され、駅名標・路線図・所要時間と一体となった自立式案内板が設置された。[要出典]
- 2012年（平成24年）：改札口及びホームにLED式発車標新設。同時に出入口にある駅名看板が、CIロゴ及び駅ナンバリング併記タイプへ交換された。[要出典]
- 2016年（平成28年）3月26日：野田線で急行運行開始。当駅は通過駅となる。
- 2017年（平成29年）4月21日：特急「アーバンパークライナー」運行開始。当駅は通過駅となる。

## 駅構造
相対式ホーム2面2線を有する地上駅。駅舎は船橋方面ホーム側（北側）にあり、大宮方面ホームとは跨線橋で連絡している。線路南側の地区へは駅舎大宮寄りにある踏切を渡る。
駅業務は東武ステーションサービスへ委託している。
かつて第二次世界大戦中に、米軍による国鉄大宮機関区への空襲被害を避けるため、所属する機関車疎開先として、当駅より春日部方に北側へ分岐して国民学校（現：さいたま市立大砂土東小学校）南側へ伸びる引込線が存在した。

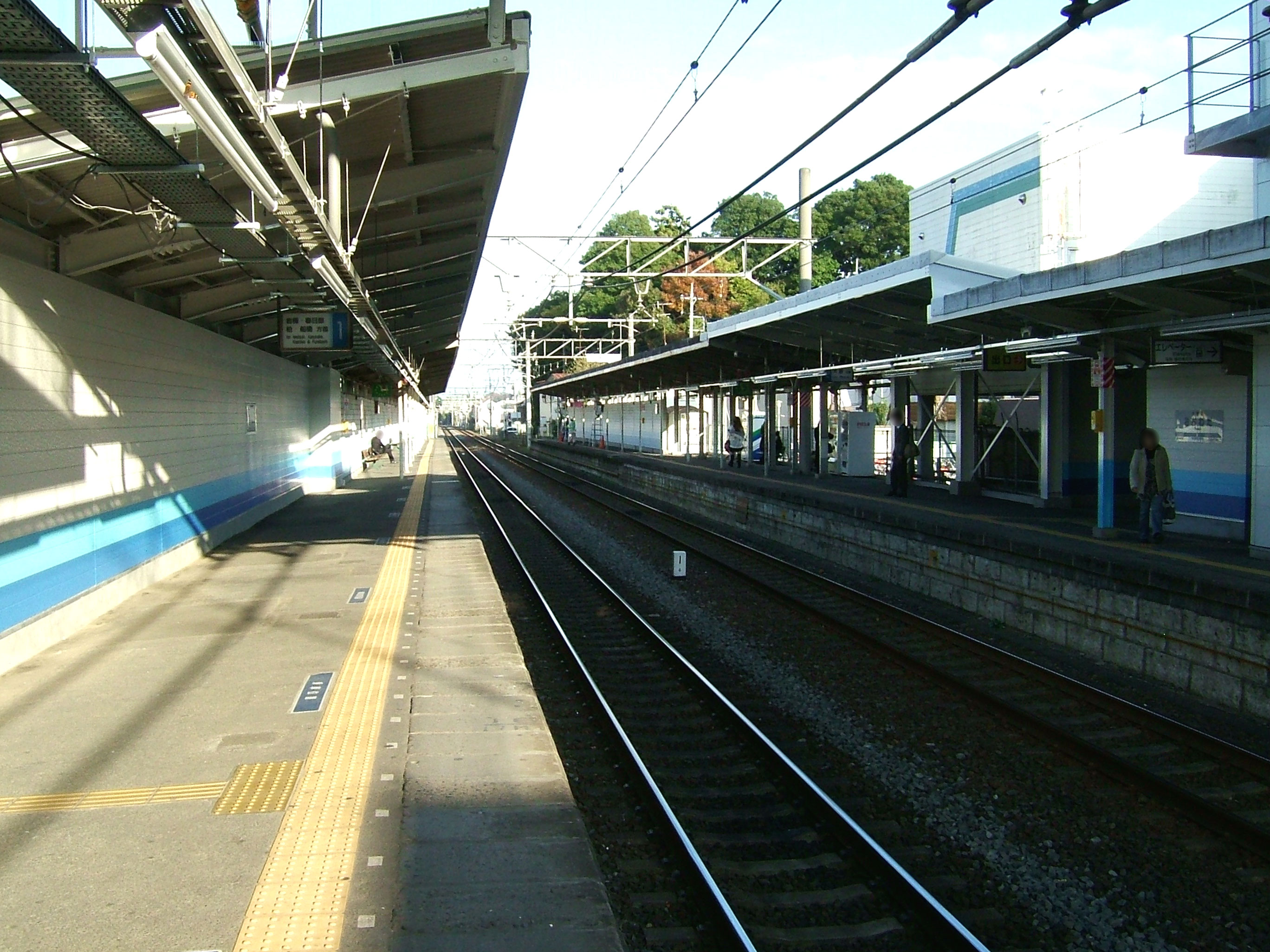
ホーム（2008年11月）

### のりば
| 番線 | 路線                     | 方向 | 行先     |
| ---- | ------------------------ | ---- | -------- |
| 1    | 東武アーバンパークライン | 下り | 柏方面   |
| 2    | 東武アーバンパークライン | 上り | 大宮方面 |

## 利用状況
2024年度（令和6年度）の1日平均乗降人員は18,986人である。
近年の1日平均乗降・乗車人員は以下の通り。
| 年度               | 1日平均 乗降人員 | 1日平均 乗車人員 | 出典       |
| ------------------ | ---------------- | ---------------- | ---------- |
| 1987年（昭和62年） |                  | 9,436            |            |
| 1988年（昭和63年） |                  | 9,732            |            |
| 1989年（平成元年） |                  | 9,868            |            |
| 1990年（平成02年） |                  | 10,113           |            |
| 1991年（平成03年） |                  | 10,370           |            |
| 1992年（平成04年） |                  | 10,542           |            |
| 1993年（平成05年） |                  | 10,538           |            |
| 1994年（平成06年） |                  | 10,460           |            |
| 1995年（平成07年） |                  | 10,583           |            |
| 1996年（平成08年） |                  | 10,383           |            |
| 1997年（平成09年） | 20,480           | 10,177           |            |
| 1998年（平成10年） | 20,074           | 9,983            |            |
| 1999年（平成11年） | 19,787           | 9,854            |            |
| 2000年（平成12年） | 19,613           | 9,756            |            |
| 2001年（平成13年） | 18,625           | 9,360            |            |
| 2002年（平成14年） | 18,297           | 9,220            |            |
| 2003年（平成15年） | 17,909           | 9,030            |            |
| 2004年（平成16年） | 17,537           | 8,817            |            |
| 2005年（平成17年） | 17,588           | 8,826            |            |
| 2006年（平成18年） | 18,007           | 9,035            |            |
| 2007年（平成19年） | 18,326           |                  |            |
| 2008年（平成20年） | 18,410           |                  |            |
| 2009年（平成21年） | 18,291           |                  |            |
| 2010年（平成22年） | 18,274           |                  |            |
| 2011年（平成23年） | 18,208           |                  |            |
| 2012年（平成24年） | 18,613           |                  |            |
| 2013年（平成25年） | 19,192           |                  |            |
| 2014年（平成26年） | 19,135           |                  |            |
| 2015年（平成27年） | 19,450           |                  |            |
| 2016年（平成28年） | 19,614           |                  |            |
| 2017年（平成29年） | 19,883           |                  |            |
| 2018年（平成30年） | 20,038           |                  |            |
| 2019年（令和元年） | 20,003           |                  |            |
| 2020年（令和02年） | 15,760           |                  | [ 東武 3 ] |
| 2021年（令和03年） | 16,896           | 8,481            | [ 東武 4 ] |
| 2022年（令和04年） | 17,820           | 8,946            | [ 東武 5 ] |
| 2023年（令和05年） | 18,572           | 9,318            | [ 東武 6 ] |
| 2024年（令和06年） | 18,986           | 9,527            | [ 東武 1 ] |

## 駅周辺
線路を挟んで駅北側と南側に、各々商店街が存在する。駅前は道が狭い上に、交差点と踏切があるため、歩行者と車両で常時混雑している。駅周辺は、見沼区役所や大宮武道館などがある他は主に住宅地になっており、駅から西方へ1 kmほど離れると見沼田んぼの田園地帯が広がる。

### 北側（駅舎側）
駅前
・タクシーのりば（岩槻タクシー）
- 大和田駅前郵便局
- 埼玉縣信用金庫大和田支店[注釈 2]
- さいたま市見沼区役所
- さいたま市職員研修センター
  - さいたま市立大宮東図書館を併設
- さいたま市立大砂土東小学校
- さいたま市立大砂土中学校
- さいたま市大宮武道館
- 堀崎公園
- ロヂャースマート大和田店
- 新宿さぼてん 大和田駅前店

### 南側
- 東武スポーツクラブおおわだ
- 川口信用金庫大和田支店
- マルエツ大宮大和田店
- 埼玉県立大宮商業高等学校
- 大宮東警察署大和田交番
- さいたま市見沼消防署蓮沼出張所
- 大和田公園
  - さいたま市営大宮球場
  - さいたま市大和田公園プール
  - さいたま市大宮体育館

## 道路
- 埼玉県道398号大和田停車場線
- 武道館通り

## バス路線
最寄りのバス停は「大和田駅」停留所と「大和田駅南」停留所である。「大和田駅」停留所は駅から北へ数十m離れた箇所にあり、国際興業バスの「東大03」系統とさいたま市見沼区コミュニティバスが発着する。なお、狭隘区間を走行するため小型車にて運行する。「大和田駅南」停留所は埼玉県道398号大和田停車場線上に設けられており、乗合タクシー「カワセミ号」が発着する。
| 停留所     | 系統                                                  | 行先                   | 運行事業者 | 所管       | 備考     |
| ---------- | ----------------------------------------------------- | ---------------------- | ---------- | ---------- | -------- |
| 大和田駅   | 東大03                                                | 東大宮駅               | 国際興業   | さいたま東 | -        |
| 大和田駅   | さいたま市見沼区 コミュニティバス                     | さぎ山記念公園（構内） | 国際興業   | さいたま東 | 平日のみ |
| 大和田駅   | さいたま市見沼区 コミュニティバス                     | 沖郷会館               | 国際興業   | さいたま東 | 平日のみ |
| 大和田駅   | さいたま市見沼区 コミュニティバス                     | 大谷県営住宅           | 国際興業   | さいたま東 | 平日のみ |
| 大和田駅南 | さいたま市見沼区片柳西地区 乗合タクシー「カワセミ号」 | 日大前                 | 見沼交通   | 見沼交通   | 平日のみ |

## 隣の駅
東武鉄道
 東武アーバンパークライン
■急行・■区間急行
通過
■普通
大宮公園駅 (TD 03) - 大和田駅 (TD 04) - 七里駅 (TD 05)